# Лоніго
Лоніго, Лоніґо (італ. Lonigo, вен. Lonigo) — муніципалітет в Італії, у регіоні Венето, провінція Віченца.
Лоніго розташоване на відстані близько 400 км на північ від Рима, 75 км на захід від Венеції, 23 км на південний захід від Віченци.
Населення — 16 309 осіб (2014).
Щорічний фестиваль відбувається 25 березня. Покровитель — santi Quirico e Giuditta.

## Демографія
Населення за роками:

Станом на 1 січня 2023 року в муніципалітеті офіційно проживали 2444 іноземці з 60 країн, серед них 727 громадян країн Євросоюзу та 25 громадян України.

## Сусідні муніципалітети
- Алонте
- Арколе
- Колонья-Венета
- Гамбеллара
- Гранкона
- Монтебелло-Вічентіно
- Орджано
- Сан-Боніфачо
- Сан-Джермано-дей-Беричі
- Сарего
- Дзімелла